# Lubomír Studený
Lubomír Studený (5. května 1910, Ivančice – 8. května 1945, Ivančice) byl český úředník a odbojář.

## Biografie
Lubomír Studený se narodil v roce 1910 v Ivančicích, mezi lety 1929 a 1934 studoval na právnické fakultě Masarykovy univerzity, ale studia nedokončil. Od roku 1940 působil v odbojové skupině Urbánek-Papula, skupina se měla zabývat přípravou a organizací vojenského odporu proti okupující armádě. V dubnu roku 1943 byl zatčen gestapem, protože byl prozrazen kamarádem. Byl uvězněn v Kounicových kolejích a později dva roky v různých koncentračních táborech. V květnu roku 1945 se vrátil do Československa a stal se vedoucím skupiny Horácká a také předsedou Revolučního národního výboru. Po bombardování v Dalešicích a ve Valči se zúčastnil záchranných prací. Dne 8. května z pozice předsedy Revolučního národního výboru vítal v Hrotovicích vojáky Rudé armády, ale byl zraněn a na následky zranění zemřel. Po jeho úmrtí bylo oznámeno, že měl přejít na ONV v Moravském Krumlově, kde měl působit na pozici předsedy ONV.
Jeho bratrem byl plukovník a pilot RAF Jaroslav Studený.
Byl in memoriam vyznamenán Československým válečným křížem 1939, jeho jméno je také uvedeno na pomníku obětem světové války v Hrotovicích a na pamětní desce obětem války z řad Právnické fakulty na budově fakulty v Brně. V roce 1947 mu byl in memoriam udělen titul doktora práv.